# Martin Štajnoch
Martin Štajnoch (* 15. September 1990 in Bojnice, Tschechoslowakei) ist ein slowakischer Eishockeyspieler, der seit 2019 erneut beim HC Slovan Bratislava aus der slowakischen Extraliga unter Vertrag steht.  

## Karriere
Martin Štajnoch begann seine Karriere als Eishockeyspieler in der Nachwuchsabteilung des MšHK Prievidza, für dessen Profimannschaft er in der Saison 2007/08 sein Debüt in der 1. Liga, der zweiten slowakischen Spielklasse, gab. Anschließend wechselte der Verteidiger zum HC Slovan Bratislava, für dessen Profimannschaft er von 2008 bis 2012 in der slowakischen Extraliga antrat. In seinen ersten beiden Jahren bei Slovan spielte er parallel zudem für die slowakische U20-Nationalmannschaft, die als Gastmannschaft an der Extraliga teilnahm. Mit Slovan Bratislava gewann er in der Saison 2011/12 den slowakischen Meistertitel.
Zur Saison 2012/13 wurde Slovan Bratislava in die Kontinentale Hockey-Liga aufgenommen, in der sich Štajnoch auf Anhieb einen Stammplatz erspielte. 
Zwischen 2015 und 2017 spielte Štajnoch in der tschechischen Extraliga, im ersten Jahr beim HC Dynamo Pardubice und anschließend ein Jahr beim Mountfield HK in Hradec Králové. Im Juli 2017 kehrte er in die KHL zurück, als er vom HK Jugra Chanty-Mansijsk verpflichtet wurde. Dort blieb er jedoch nur wenige Monate, da er im November des gleichen Jahres in die Erste Bank Eishockey Liga zum EC Red Bull Salzburg wechselte. Mit Salzburg gewann er am Saisonende als Vizemeister der EBEL den österreichischen Meistertitel.

### International
Für die Slowakei nahm Štajnoch an der U18-Junioren-Weltmeisterschaft 2008 sowie den U20-Junioren-Weltmeisterschaften 2009 und 2010 teil.

## Erfolge und Auszeichnungen
- 2012 Slowakischer Meister mit dem HC Slovan Bratislava
- 2018 Österreichischer Meister mit dem EC Red Bull Salzburg

## Karrierestatistik
(Legende zur Spielerstatistik: Sp oder GP = absolvierte Spiele; T oder G = erzielte Tore; V oder A = erzielte Assists; Pkt oder Pts = erzielte Scorerpunkte; SM oder PIM = erhaltene Strafminuten; +/− = Plus/Minus-Bilanz; PP = erzielte Überzahltore; SH = erzielte Unterzahltore; GW = erzielte Siegtore; 1 Play-downs/Relegation; Kursiv: Statistik nicht vollständig)